# State Line City
Pour les articles homonymes, voir State Line.
State Line City est une town du Kent Township, dans le comté de Warren, dans l'Indiana, aux États-Unis. Elle se trouve sur la frontière avec l'Illinois. Au recensement de 2010 sa population était de 143 habitants.